# Popular (canción de Zoé)
«Popular» es el sexto sencillo de la banda de rock alternativa mexicana Zoé desprendido del álbum séptimo álbum de estudio Sonidos de karmática resonancia. La canción se publicó a través de Universal Music México el 15 de abril del 2021 y el videoclip se lanzó el mismo día a la plataforma de YouTube en su canal VEVO.

## Historia
Según León Larregui autor de canción, habla sobre las clases sociales y la misma presión social de encajar en algún grupo donde tu quieres pertenecer o donde no te aceptan por como eres.
El videoclip estuvo dirigido por Diego Vargas y León Larregui, quienes utilizaron los elementos visuales perfectos para realzar la melodía.

## Lista de canciones

### Descarga digital[7]
| Popular — Single |           |          |  |
| N.º              | Título    | Duración |  |
| 1.               | «Popular» | 4:32     |  |